# Койнаре
Койна̀ре е град в Северна България. Той се намира в област Плевен и е в близост до общинския център Червен бряг – 15 km и на 49 km от областния център Плевен. Един от 14-те града в Плевенска област, с население между 3 и 5 хиляди души. Втори по големина в община Червен бряг.
По данни на ГРАО към 15 юни 2023 г. в града живеят по настоящ адрес 4207 души и са регистрирани по постоянен адрес 4474 души.
Надморската височина е приблизително 78 м.

## История
Районът на Койнаре е населен от най-дълбока древност. В местността „Белия брег“ има останки от селище, датирано от епохата на неолита. В местността „Боришница“ има богат културен пласт от средния и късен неолит. Следи от непроучени тракийски селища има в местностите „Прогон“ и „Новоселски път“. В местността „Груя“ е разкрит гроб на тракийски воин, погребан чрез трупоизгаряне. Урната с праха на боеца не е запазена, но е запазено цялото желязно въоръжение на тракиеца: меч, нож с ножница, две копия и техните сауротери, умбо от щит и юзда на лостове със строг зъбалец. Въоръжението е от първия век пр. Хр. Тук за първи път се намират железни сауротери, които са поставяни на обратния край на копието (Николов, Б., Археология, 1990, кн. 4, с. 22 – 24, обр. от 11 до 14).
През късната античност, на север от днешното селище е кръстопътя Улпия Ескус – Сердика и Мелта-Монтана. В местността „Каменната могила“, на север-североизток от днешния град има останки от римска пътна станция. Койнаре съществува като населено място и през Средновековието. За славянски поселищен живот говорят хидронимите „Затон“, „Прибой“ и др. В чертите на днешния град са открити средновековни християнски погребения. От града има постъпил в ръкописния отдел на НБ „Св. св. Кирил и Методий“ – София, един лист от български ръкописен октоих от ХІІІ в., заведен под сигнатура „НБКМ 553“ – безспорно доказателство за предосманския произход на селището. За първи път името Койнаре се среща в османски регистър от 1516 – 1517 г., като „Койнар“, санджак Нийболу (Никопол).
Отново под името „Село Койнар“ от санджак и каза Нигболу, се споменава и в краткия регистър на Османската империя от 1530 г. (Istanbul – BOA, TD 370, s. 510).
Койнаре няколко пъти е сменяло поселищното си местонахождение, спомен за което са наименованията „Селището“ на няколко местности в неговото землище. Това се е налагало от приижданията на реката и наводненията, предизвикани от обилни валежи и снеготопене.
В края на XVIII век епископ Софроний Врачански споменава Койнаре в своята „Житие и страдания грешнаго Софрония“: „Седях на Плевен три дни и на четвертия ден востанах и потеглих къмто Враца. Пратих напред человеци селяни, ако има войска по селата, да потекут насреща нас да ми скажат да са възвърнем пак на Плевен. И тако поидохме до село Коинлари (Овцете), що е пол пут до Враца.“
Според книгата „Donau-Bulgarien und der Balkan“ (1882 г., Лайпциг) на австрийския географ Феликс Каниц, който пътува из България през 60-те и 70-те години на 19 век, в Койнаре има 310 български, 130 помашки и 60 цигански къщи.
Видна личност от периода на Възраждането и националноосвободителната борба е Христо Цветков Гашовски, роден около 1850 г. в с. Койнаре, тогава Белослатенско – шивач в Орхание. Един от участниците в обира на турската поща в старопланинския проход „Араба конак“, извършен под ръководството на Димитър Общи. За това си участие е осъден на три години заточение в Диарбекир. След Освобождението Христо Гашевски живее в Орхание (съвременният Ботевград), където няколко години подред заема различни административни длъжности. Починал след 1936 г.
Преди 1944 г. жителите на Койнаре вземат дейно участие в антифашистката борба. Градът е родно място на Вълка Горанова, която по-късно става зам. – кмет на София, и на партизанина Милчо Симеонов(с псевдоним Тодор).
На 11 август 1944 г. в 2 часа англо-американски бомбардировач лети над р. Искър и пуска в реката близо до селото шест тънкостенни цилиндрични мини от неизвестен тип с помощта на ленени парашути с диаметър 2 метра. Мините не избухват.
Гордост на селото преди обявяването му за град е спортният клуб „Спартак“. Същият извоюва много успехи в сферите на футбола, баскетбола, тениса на маса, шахмат и др. През 1957 г. капитанът на футболния отбор – Григор Мишовски прегръща купата на републикански селски първенец. Четирима от отбора: Григор Мишовски, Васил Даков, Григор Лишковски и Димитър Инчовски влизат в националния селски отбор.
На 1 януари 1979 г. Койнаре преминава от Врачански към Плевенски окръг, заедно със селата Еница, Глава, Лазарово, Лепица, Сухаче и Чомаковци.
На 15.09.1964 Койнаре, с Указ № 546 е обявено за село от градски тип, а през 1974 г. за град. Населението през 2011 г. наброява 3706 души.

## Произход на името
Съществуват поне три версии за произхода на името Койнаре. Първата е свързана с евентуален турско-юрушки произход – от „коюн“ (овца) и „ларе“ (село), втората – от „коин“ (кон) и суфикса „ар“ а третата – с името Койно, също със суфикс. Името „Койно“ и сега се среща в именната система на местните жители в различни модификации. Фактът, че до средата на XVI в. в османските регистри няма записани мюсюлмани, прави първата от трите версии несъстоятелна.
Каквато и да е историческата истина, за пръв път днешното име „Койнар“ се среща в османски регистър от 1516 – 1517 г. на санджак Никболи (Никопол).

## Население
Численост на населението според преброяванията през годините:
| \| Година на преброяване \| Численост \| \| --------------------- \| --------- \| \| 1934 \| 6925 \| \| 1946 \| 7369 \| \| 1956 \| 7726 \| \| 1965 \| 7172 \| \| 1975 \| 6904 \| \| 1985 \| 6136 \| \| 1992 \| 5989 \| \| 2001 \| 5103 \| \| 2011 \| 3706 \| \| 2021 \| 2960 \| |           |
| Година на преброяване | Численост |
| 1934 | 6925      |
| 1946 | 7369      |
| 1956 | 7726      |
| 1965 | 7172      |
| 1975 | 6904      |
| 1985 | 6136      |
| 1992 | 5989      |
| 2001 | 5103      |
| 2011 | 3706      |
| 2021 | 2960      |

Етническият състав включва 2562 българи и 117 цигани.

## Религии
Преобладаващата част от населението на Койнаре изповядва източно-православното християнство. Градът принадлежи към Белослатинска духовна околия, Врачанска епархия. В Койнаре има един източноправославен храм, наречен „Всех Светии“. Той е добре поддържан, има и свещеник. Храмовият празник е първата неделя след Петдесятница. Част от местните роми изповядват християнството под формата на протестантство.

## Икономика
От най-стари времена местното население се занимава със земеделие и скотовъдство – плодородното землище (около 95 хил. дка, от които 56 554 обработваеми) е основната предпоставка за това. Земята се обработва от две земеделски кооперации, двама арендатори и частни стопани. Потребителната кооперация „Единство 93“ е с дългогодишни традиции.
Около средата на XIX в. в местността „Селището“ е построена воденична вада с 13 воденици, известни като Горните и Долните селски воденици. Тук са се събирали мливари от цяла Северозападна България. В началото на ХХ в. местното население отглежда над 23 хил. овце. Продукцията, най-вече сирене, се изнася преди Освобождението чак на Цариградския пазар.
В Койнаре се е намирала и най-голямата мандра за овче сирене преди 1944 г. Тя е изнасяла сирене за София с прочутата марка „Койнарско саламурено сирене“.
През 1947 г. на брега на р. Искър в землището на гр. Койнаре е построена ВЕЦ. През 2002 г. дружеството „ВЕЦ ЕНЕРГИЯ“ придобива ВЕЦ-Койнаре. Мощността на централата е 1500 kW. Оборудването ѝ се състои от три хидрогрупи, произведени в Чехия. Инвестициите във ВЕЦ КОЙНАРЕ възлизат на 100 000 Евро. Средногодишното производство на електроенергия е 9 500 000 kWh. Персоналът се състои от 12 квалифицирани работници.
В града понастоящем функционират две текстилни предприятия. „359“ ООД, дружество с 50% английско участие, специализирано в производството на дамска конфекция произвежда предимно за външния пазар. В дружеството работят около 150 души. „Пионер“АД /в несъстоятелност/ е специализирана фирма за производство на спортни облекла, осигурявала над 100 работни места и продукция – изключително за външния пазар: Франция, Италия, Испания и САЩ.
„Кремис“ АД е специализирана фирма за производство на облекла, осигурявала над 300 работни места и продукция – изключително за външния пазар: Франция, Италия, Испания и САЩ.

## Обществени институции
В града има две училища и една целодневна детска градина. До 2000 г. през града преминава 125-километровата теснолинейна 760 mm междурелсие железопътна линия Червен бряг – Оряхово, построена в периода 1917 – 1930 г. Линията, както и прилежащата и жп-гара в Койнаре вече не съществуват. Теснолинейката по линията Червен бряг – Оряхово се е движила много дълго време – от 1930 г., когато е свързана и крайната точка на маршрута – Оряхово с останалата част на теснолинейния път, широк едва 760 mm. В началните си години тя е била много натоварена и ключова, защото свързвала Оряхово-едно от най-големите фериботни ГКПП на България с останалата част на страната. Превозвали се товари и пътници. С годините обаче тя бавно започва да губи своята рентабилност и натовареността си, най-вече поради обезлюдяване на региона. Своята дума казват и лошата поддръжка на железния път и липсата на теснолинейни вагони и локомотиви и кризата в която се намира БДЖ. Тази теснолинейка е закрита на 15 декември 2002 г., когато е пуснат последния пътнически влак от Оряхово до Червен бряг.
Училището в Койнаре е открито през 1850 г. с пръв учител Цветко Диков от рода Томовци, който сетне става поп, а след него е учителствал поп Динко. В 1863 г. в койнарското училище е учителят Панайот Михайлов от Пловдив, който въвежда взаимоучителната метода. До 1872 г. тук учителства Петко Стоянов, който е обучавал 85 момчета в едно отделение (Летоструй, Виена, 1873).
Към 2016 г. СОУ „Христо Смирненски“ е с 383 ученици и 16 паралелки.
- Кметство, тел. 06573 24 00
- Начално училище „Отец Паисий“, тел. 065732589
- СОУ „Христо Смирненски“, тел. 065732488
- Читалище „Христо Ботев“, ул. М. Симеонов 53, тел. 065732015
- Данъчно подразделение
- Полицейски участък, тел. 065732086, дежурен, тел. 0879179137
- Здравна служба, трима лични лекари;
- Районна пощенска станция, тел. 065732220
- Социално подпомагане, тел. 065732205
- Клуб по лека атлетика „Спартак“, представляван от Данаил Ненков

## Културни и природни забележителности
Градът е разположен по протежението на една от извивките на р. Искър, на левия бряг на реката на около 6 km² площ. Естественото съчетание на река, равнина и предбалкан обуславя привлекателността му през годините, както за местното население, така и за преселници от други места.
Преди 1944 г. Койнаре (тогава все още село) е било известно с мечкадарите си, предимно власи, които водели и разигравали за развлечение мечки, свирейки на гъдулка по сборове и панаири. Традицията се запазва до края на 50-те години на 20 век.
В града има столетен дъб, обявен за защитен природен обект. Легендата разказва, че е издънка на още по-старо дърво.
Допреди известно време е функционирал киносалон и лятно кино.
Започната, но недовършена е сградата на „Културния дом“. Днес там се помещава градската библиотека и канцеларията на читалището. В центъра на града има паметник на загиналите във войните на XX век жители на Койнаре.
Православният храм „Всех Светии“ е осветен през 1934 г. от врачанския владика Паисий. Стенописите в него са дело на Господин Желязков (1873 – 1937), ученик на Иля Репин, участвал в изографисването на храм-паметника „Александър Невски.“
Народното читалище „Христо Ботев“ е най-старото в община Червен бряг. То е основано на 2 (15) февруари 1889 г. под името „Развитие“. През 1901 г. е преименувано на „Христо Ботев“. През годините самодейците възстановяват и представят на народните събори в Копривщица обичаите „Коледуване“, „Лазаруване“, „Кумичене“ и „Калушари“, с което печелят златни, сребърни медали и грамоти. Отличени са индивидуалните изпълнения на Георги Радански за песен и Христо Петрешковски – за танца „Ръченица“.
През 1944 г. в тогавашното село са интернирани Ангел Каралийчев, Дора Габе, Никола Фурнаджиев и др., които с ползотворната си дейност допринасят за дейността на читалището. Те организират сказки, утра и вечеринки, както и четене на собствени произведения.
Първата театрална постановка в Койнаре е изнесена навръх Коледа, 1888 г. Поставена е драмата „Светулка“ от учителят Панайот хаджи Стоев. В началото театралните представления се играят в училището, а от 1935 г., когато е построена читалищната сграда – на сцената на собствения салон. През 1936 г. пътуващата оперна трупа на Христо Бръмбаров показва на местна сцена операта „Севилският бръснар“. На следващата година местните самодейци играят оперетата „Наталка Полтавка“.

## Редовни събития
Всяка година, през последната събота и неделя на месец юни, се провежда традиционния събор. Той съвпада с Петрови заговезни, а понякога и с Петровден.
От 1993 г. Група ентусиасти, между които Данаил Стоянов, Георги Върбанов, Петрослав Бенчовски – заместник-кмет, с подкрепата на Българска федерация по лека атлетика организират ежегоден, в началото минимаратон, а впоследствие шосеен пробег, в памет на Димитър Върбанов-Митето.

## Известни личности
- Никола Данов Дачовски – опълченец, герой от Шипка, участвал като доброволец в четата на генерал Черняев в Сърбия през 1876 г. (Военно исторически архив, София, Фонд 1878/910, опис 3, 625.);
- Христо Цветков Гашевски (1850 – след 1936) – участник в националноосвободителните борби;
- Стефан Личев (р. 1949) – юрист и политик;
- Вълка Горанова (1912 – 1994) – деец на БКП;
- Цветко Цветков Хаджийски (р. 1926) – юрист, бивш кмет и общественик;
- Ген. Пешо Шиновски (1921) – военнослужещ от Щаба на Военновъздушните сили;
- Инж. д-р т.н. Димитър Шонински (р. 1937) – инженер, иноватор в областта на минното инженерство, бивш директор на ЧЛК „Веслец“Враца, „Гаврил Генов“ Враца и др.;
- Проф. д-р Димитър Игнатовски (р. 1940) – доктор по история, преподавател в шуменски университет „Епископ Константин Преславски“;
- Доц. Антоанета Алипиева[7] (р. 1956) – литературен критик;
- Доц. д-р Нина Богданова[8] – физик;
- Инж. Захари Главчовски – бивш гл. редактор на в. „Авто Труд“;
- Силвия Пешева – режисьор „Бон Апети“ и др. предавания на bTV;
- Шибил Бенев[9] – китарист;
- Галина Рулева – журналист, автор на книгите „Обръщам ви гръб“, „Вълк в кошарата“, Не тичай щастливецо";
- Наум Наумов (1948 – 2010) – художник – график;
- Марин Дилков (1932 – 2002) – актьор в Плевенски драматичен театър „Иван Радоев“;
- Сашо Роман – певец и музикант;
- Димитър Дончев – победител в първото държавно първенство по шахмат на Царство България, проведено през 1932 г.;
- Йордан Бозушки – автор на романа „Роб на свободата“;[10]
- Атанас Василев – спортен журналист;
- Веселин Дамянов-известен басбаритон. Работил в Софийската опера; Софийската оперета; Лионската опера. Участник в международни фестивали;
- Петър Алипиев (1930 – 1999) – поет и един от най-добрите преводачи на Пушкин и Петьофи. Живее в селото през 50-те години;
- Георги Веселинов (1909 – 1978) – детски поет, автор на „Хей ръчички, хей ги две“. Завършва гимназия в града;
- Стефан Цеков Дамянов (1888 – 1979) – учител в първа прогимназия „Димитър Константинов“ в Плевен. Деец на кооперативното движение;
- Антонио Дачовски - певец, поет и режисьор;

## Други
През 1953 г. художничката Славка Денева (1929 – 1984) създава живописно платно, озаглавено „Товарене на щайги домати в камион по залез слънце в село Койнаре“. Работата е отхвърлена от съвета на Художествената академия и Славка Денева така и не се дипломира.
Скали Койнаре край остров Ливингстън, Южни Шетландски острови са наименувани в чест на град Койнаре.

## Кухня
Кухнята е традиционна за България. Местно ястие, характерно за района, е т.нар. лютика, която се приготвя от печен пипер и домати.
Старо, характерно ястие, което младите почти не познават, е „капаницата“. Приготвя се от стар просеник, стрит на трохи, които се запържват в мазнина до порозовяване.